# Тарифна ставка
Тари́фна ста́вка — елемент тарифної сітки, який визначає годинний (денний або місячний) розмір оплати праці працівника в залежності від складності виконуваних робіт або його кваліфікації (присвоєного йому тарифного розряду).
Тарифна ставка визначає розмір заробітку за годину, день або місяць роботи.
Ставка 1-го розряду — це мінімальна заробітна плата працівника, визначена в колективному договорі, тобто вона відбиває законодавче встановлений розмір заробітної плати за просту, некваліфіковану працю, нижче від якого не може здійснюватися оплата за виконану працівником місячну, годинну норму праці (обсяг роботи).
Тарифні ставки наступних розрядів (Ті) розраховують множенням тарифної ставки 1-го розряду на відповідний тарифний коефіцієнт:
Ті = Т1 х Кі
де
Т1 — тарифна ставка 1-го розряду;
Кі — тарифний коефіцієнт даного розряду.
Тарифні ставки робітників можуть бути годинні, денні й місячні (оклади).
Середня тарифна ставка робітників (робіт) (Тс) визначається як середня арифметична величина із тарифних ставок, зважена на кількість робітників (трудомісткості), котрі мають однакові тарифні ставки.
Знаючи середній тарифний коефіцієнт або середній тарифний розряд, можна визначити середню тарифну ставку:
Тс = Т1 Кс , або Тс = Тм + (Тб - Тм) (Рс - Рм),
де 
Тб, Тм — тарифні ставки, які відповідають більшому і меншому із двох суміжних розрядів тарифної сітки, між якими знаходиться відомий середній розряд; 

Рс — середній тарифний розряд робітників (робіт); 

Рм — менший із двох суміжних розрядів тарифної сітки, між якими знаходиться відомий середній тарифний розряд.
Оплата праці керівників, професіоналів, спеціалістів і технічних службовців здійснюється за допомогою посадових окладів, основою яких є мінімальна тарифна ставка.